# Eastern State Penitentiary
Az Eastern State Penitentiary (Keleti Állami Fegyintézet) egy philadelphiai börtön, amely később mintául szolgált számos fegyintézeteknek a világban a 19. században. Építőinek és üzemeltetőinek alapgondolata az volt, hogy a teljes elszigeteltségben tartott foglyok valóban eljutnak a bűnbánatig. Híres elítéltjei között volt az amerikai gengszter, Al Capone.

## Története

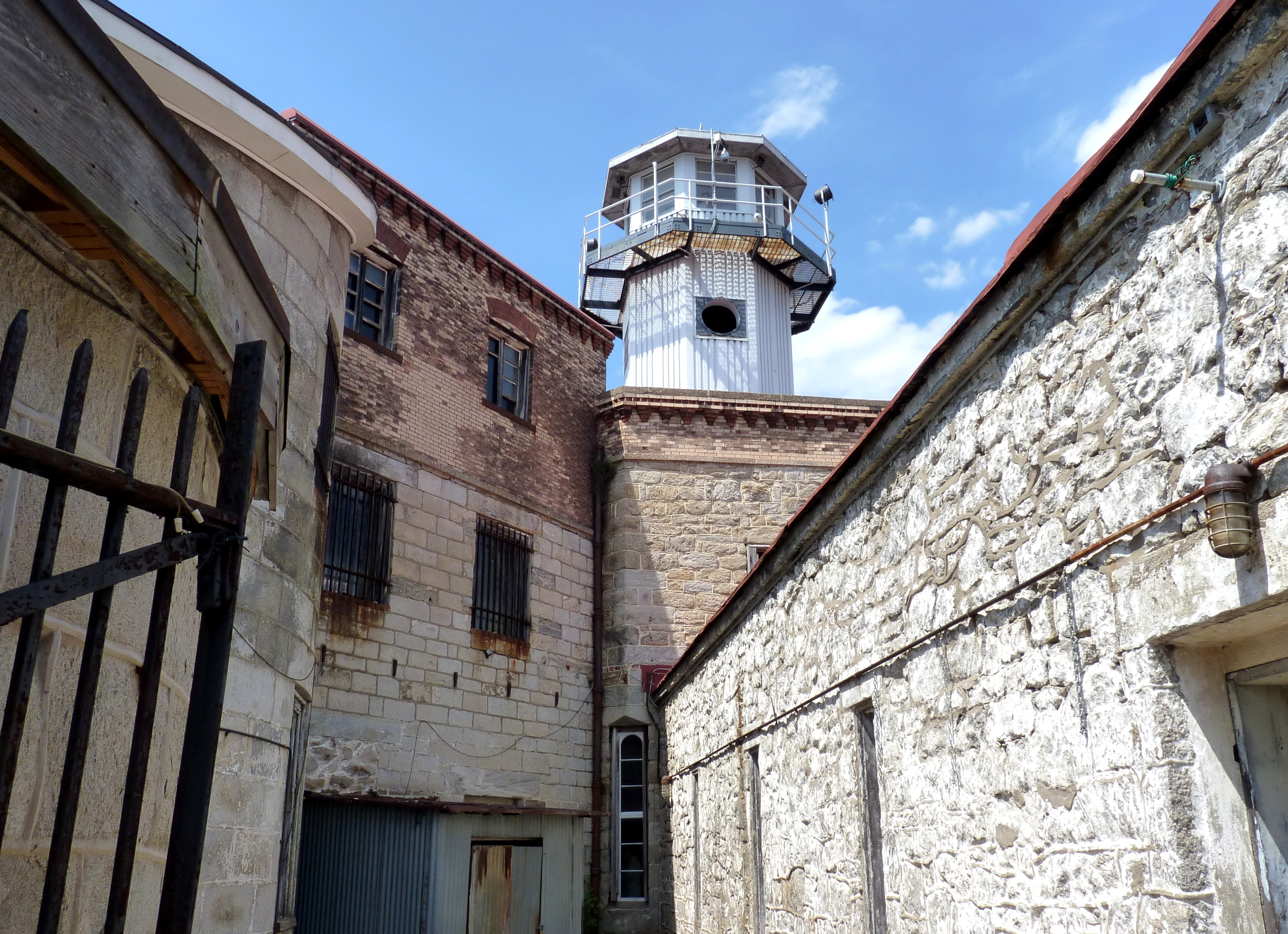
Háttérben a központi torony

Az újfajta, a rabokat nem pusztán a szabadságuktól megfosztó, embertelen körülmények között tartó börtön ötlete egy philadelphiai társaságtól származik a 18. század nyolcvanas éveiből. A The Philadelphia Society for Alleviating the Miseries of Public Prisons (szabad magyar fordításban: philadelphiai egyesület a közbörtönök nyomorúságának enyhítéséért) úgy vélte, olyan új börtönt kell építeni, amelyben a rabokat nem kínozzák, hanem valódi bűnbánatot érnek el náluk. Az elképzelés a felvilágosodás gondolatvilágából eredt, és a vezeklés legalkalmasabb eszközének a foglyok lehető legteljesebb elszigeteltségét találta.
A társaság ötlete a 19. század első harmadában valósulhatott csak meg, amikor Pennsylvania egy Philadelphiához közeli birtokon felépítette az Eastern State Penitentiary intézetet. A börtön 1829-ben nyílt meg, korának egyik legköltségesebb, 780 ezer dollárba kerülő építményeként, és hamarosan a világ leghíresebb ilyen jellegű intézménye lett. Az elítélteket, a kvékerek által inspirált teljes elkülönítéssel és munkával akarták arra késztetni, hogy átérezzék bűnük szörnyűségét, és ezáltal nyerjék el büntetésüket.
Annak érdekében, hogy semmi ne zavarja meg a rabok elszigeteltségét, csak nagyon korlátozottan érintkeztek az őrökkel, és bárhova is vitték őket a cellájukon kívül, csuklyát húztak a fejükre. A rabok kézműves munkákat végeztek, például cipészkedtek, szőttek. A módszer nem működött, sokan megörültek.

### Vita a módszerről

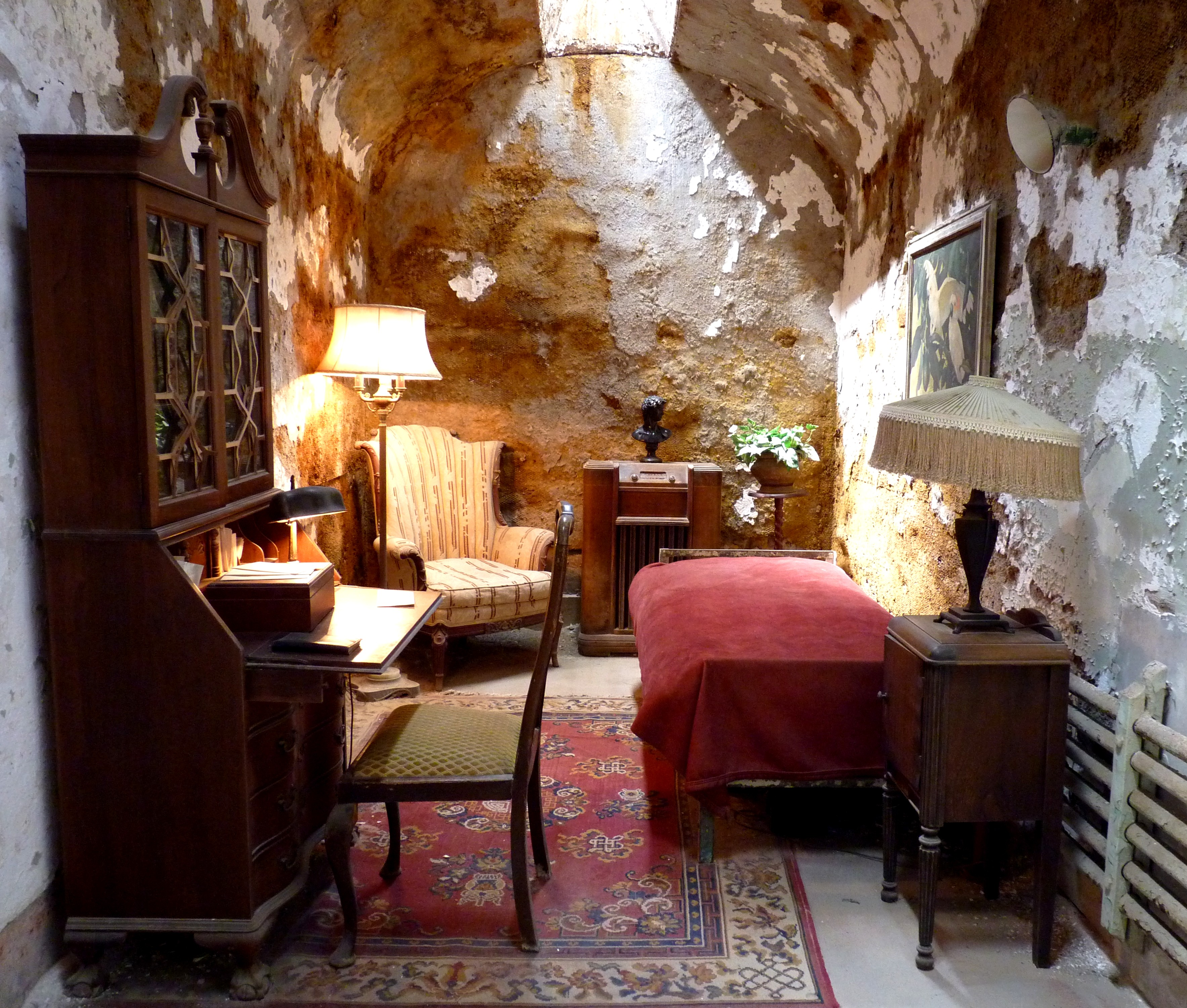
Al Capone cellája

A szigorú elkülönítés módszerének voltak támogatói és ellenzői egyaránt. Alexis de Tocqueville 1831-ben kereste fel a fegyintézetet társával, Gustave de Beaumont-nal. Tapasztalatairól Tocqueville jelentésben tájékoztatta a francia kormányt. Úgy látta, hogy az elszigeteltség az elkövetett bűn meggyűlölésére készteti az elítéltet.
Charles Dickens 1842-ben járt az Eastern State Penitentiaryben, és ő egészen más eredményre jutott. Úgy vélekedett, hogy az állandó elszigeteltség sokkal rosszabb azoknál a kínzásoknál, amelyek a régi típusú börtönöket jellemzik. A vita végül 1913-ban jutott nyugvópontra, amikor szakítottak a módszerrel a börtön üzemeltetői.
Az első rab egy betörő, Charles Williams volt, aki egy órát és néhány más tárgyat lopott el. Al Capone 1929-ben állt először bíróság elé, és egy év letöltendő börtönbüntetésre ítélték, amelynek nagy részét az Eastern State Penitentiaryben töltötte, relatív kényelemben: engedélyezték számára, hogy a celláját régiségekkel, szőnyegekkel, olajfestményekkel tegye kellemesebbé. Az intézetben ült a bankrabló Willie Sutton is, aki 11 másik elítélt megpróbált egy alagúton át megszökni 1945-ben. Az első női elítéltet 1931-ben helyezték az intézménybe.
A börtönt 1971-ben bezárták, és mivel az épületet senki nem őrizte két évtizeden át, állaga leromlott. 1994-ben megkezdődött a fegyintézet turisztikai célú kihasználása, így több részét látogathatóvá tették. A börtönnel kapcsolatban számos kísértethistória létezik, így nem csoda, hogy a benne rendezett Halloween – Terror a falak mögött című rendezvény komoly népszerűségnek örvend.

## Az épület
A börtön tervezője a brit születésű építész, John Haviland volt. Az építkezés 1822-ben kezdődött, és csak 1836-ban fejeződött be. Mindazonáltal a létesítmény egyes részei már korábban működni kezdtek, a megnyitó 1829. október 23-án volt. Az intézmény első igazgatójának Samuel R. Woodot nevezték ki. A börtön területe 44,5 ezer négyzetméter.
Az építmény középpontjában egy kör alakú épület állt, amelyből küllőkként ágaztak ki az elítéltek celláinak helyet adó épületek. A cellák egyszemélyesek voltak, mindegyiket központi fűtéssel, folyóvízzel, öblítéses WC-vel és az égre nyíló kilátással látták el. Minden cellához tartozott egy nagyjából három és fél méter magas fallal körülvett kicsi udvar. (Ebben az időben még a Fehér Házban sem volt folyóvíz, a fűtést pedig széntüzelésű kályhákkal oldották meg.)
Az épület külső homlokzatai gótikus hatásúak, belső területei pedig templomjellegűek: a folyosók falai 13 méter magasak, dongaboltozatosak. A falakon íves ablakok nyílnak az égre. Haviland úgy írta le a börtönt, mint egy megerősített kolostort. Ehhez baljós hangulatú, a középkort idéző homlokzatot tervezett. A börtön alapján több mint háromszáz hasonló intézmény épült világszerte a 19. században.

### Az újranyitás után

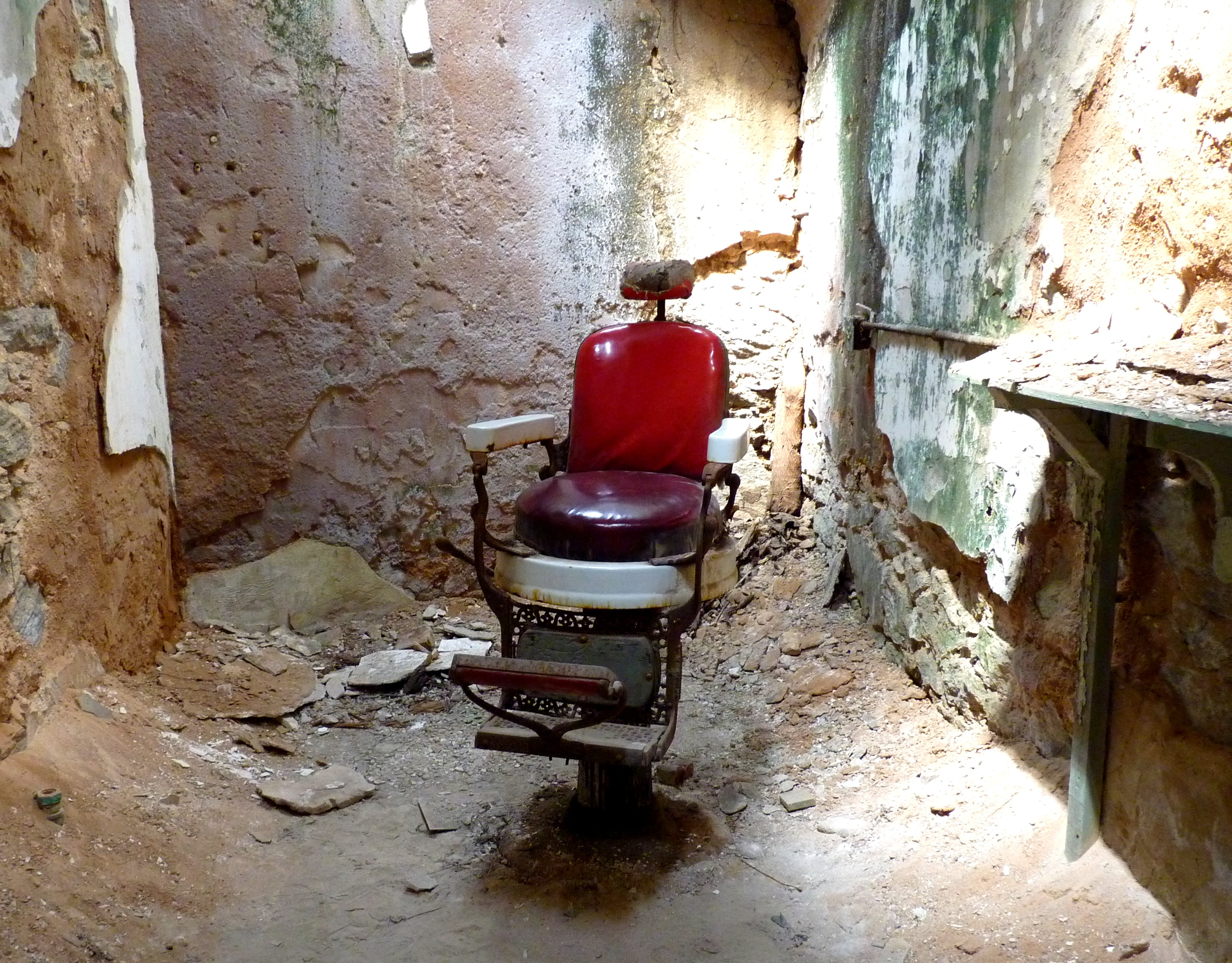
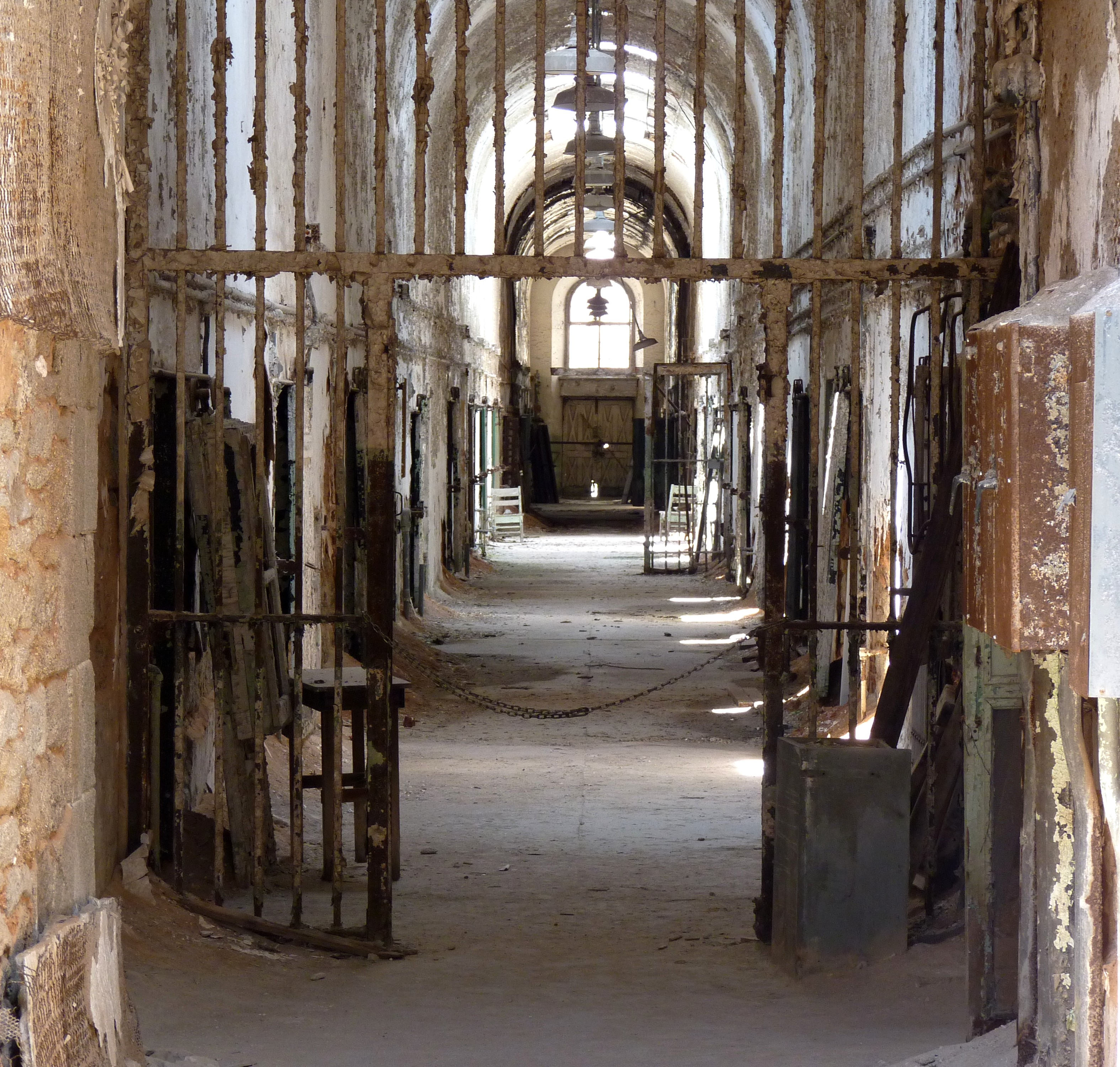
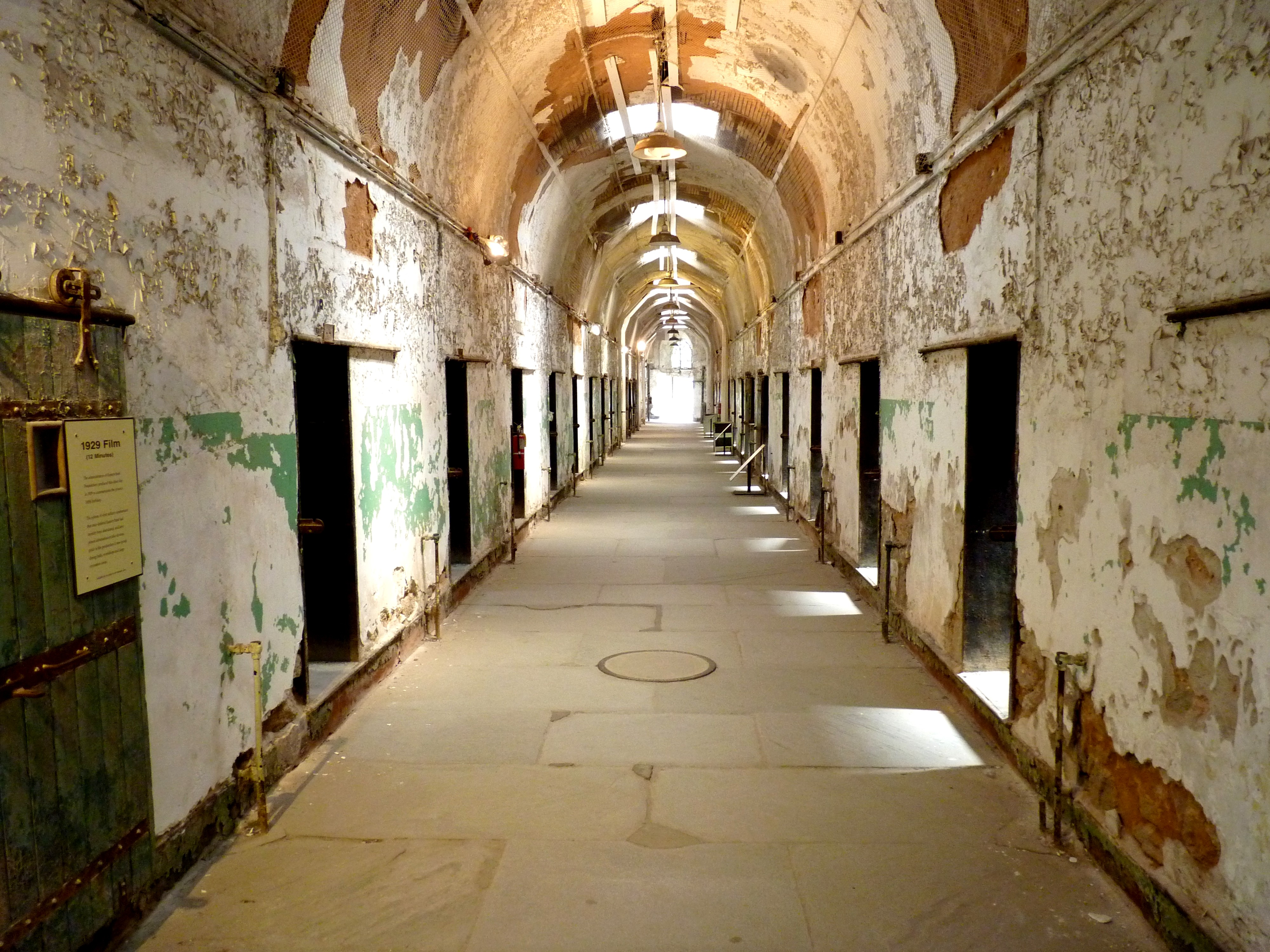
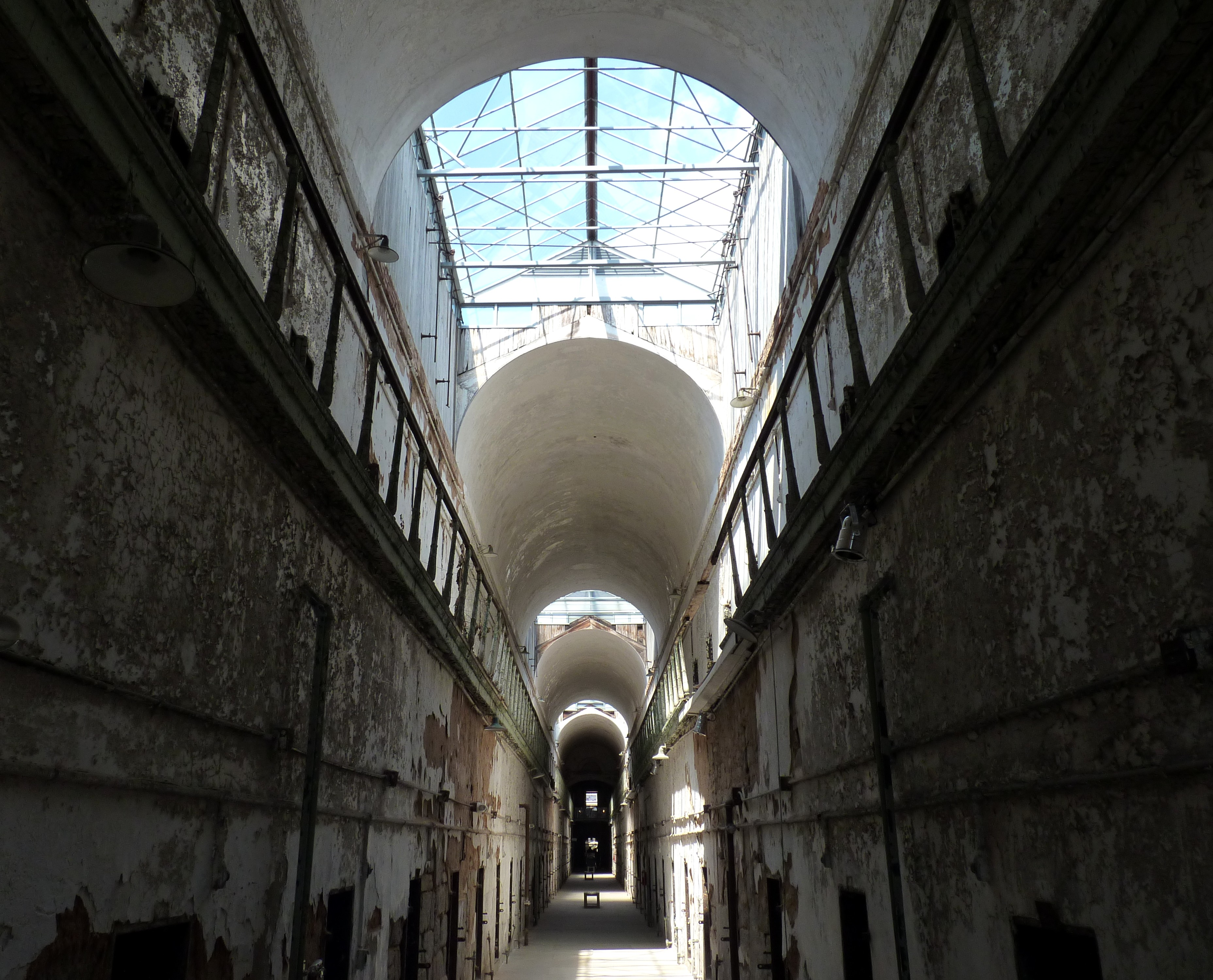
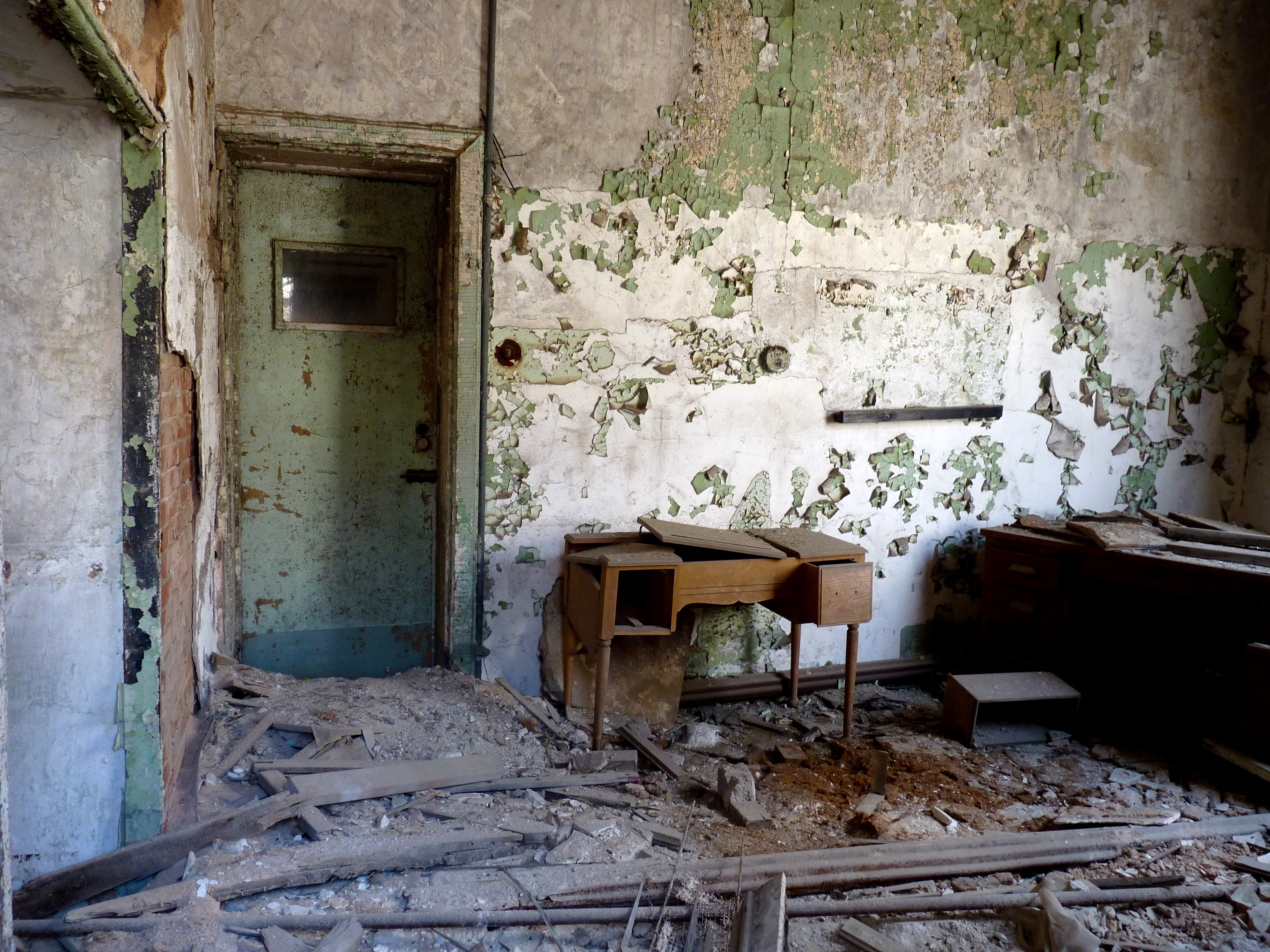
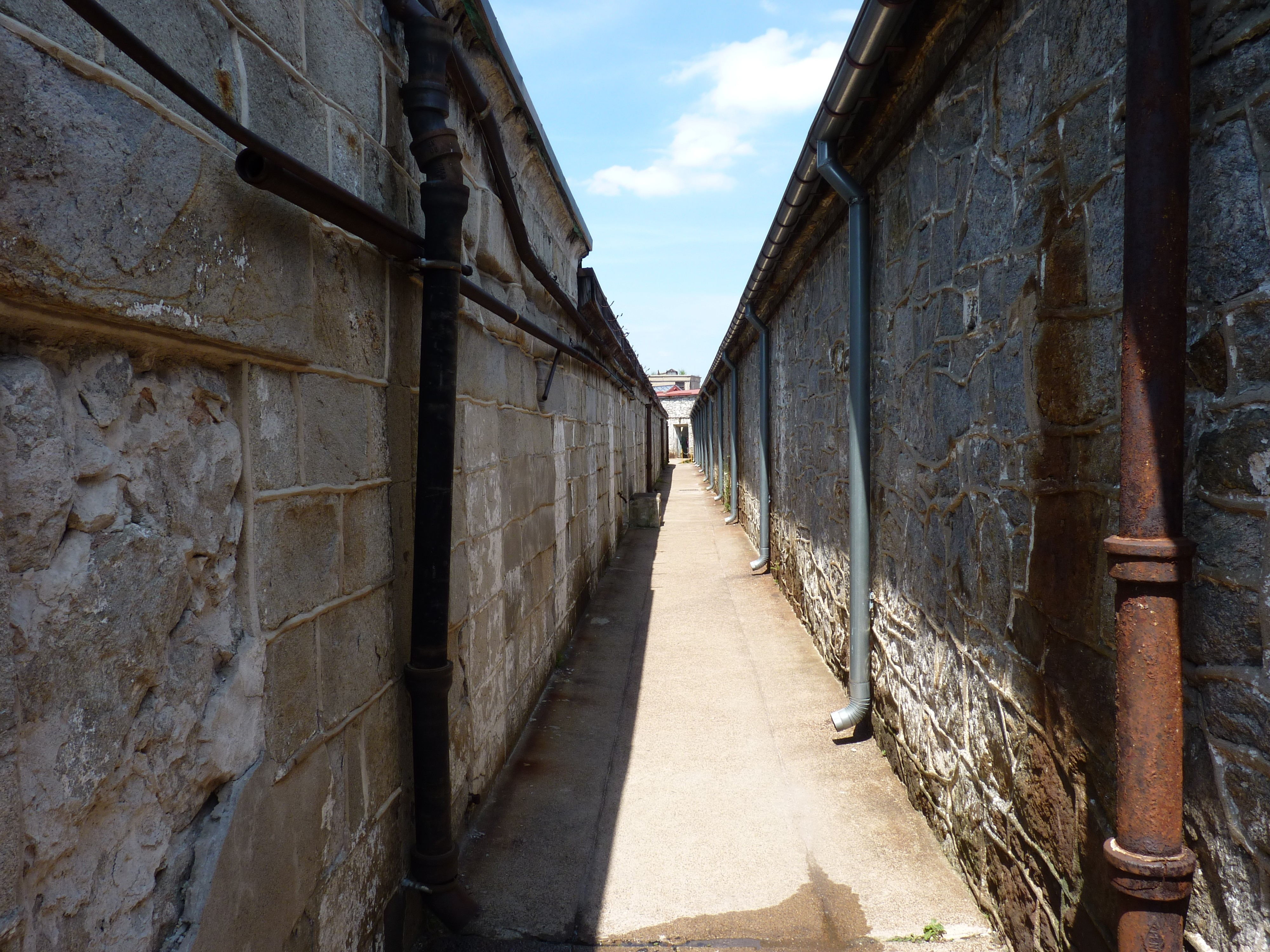
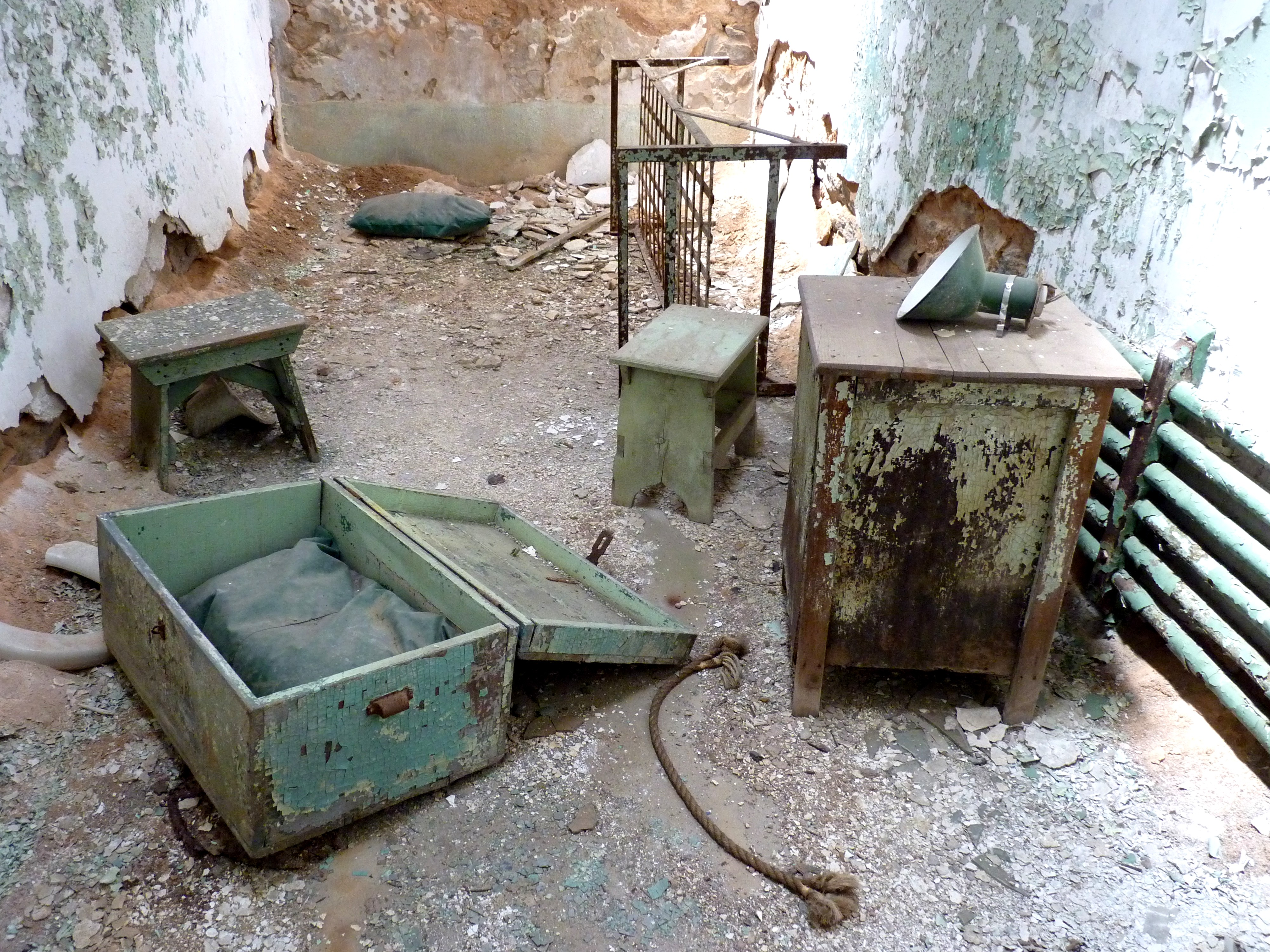
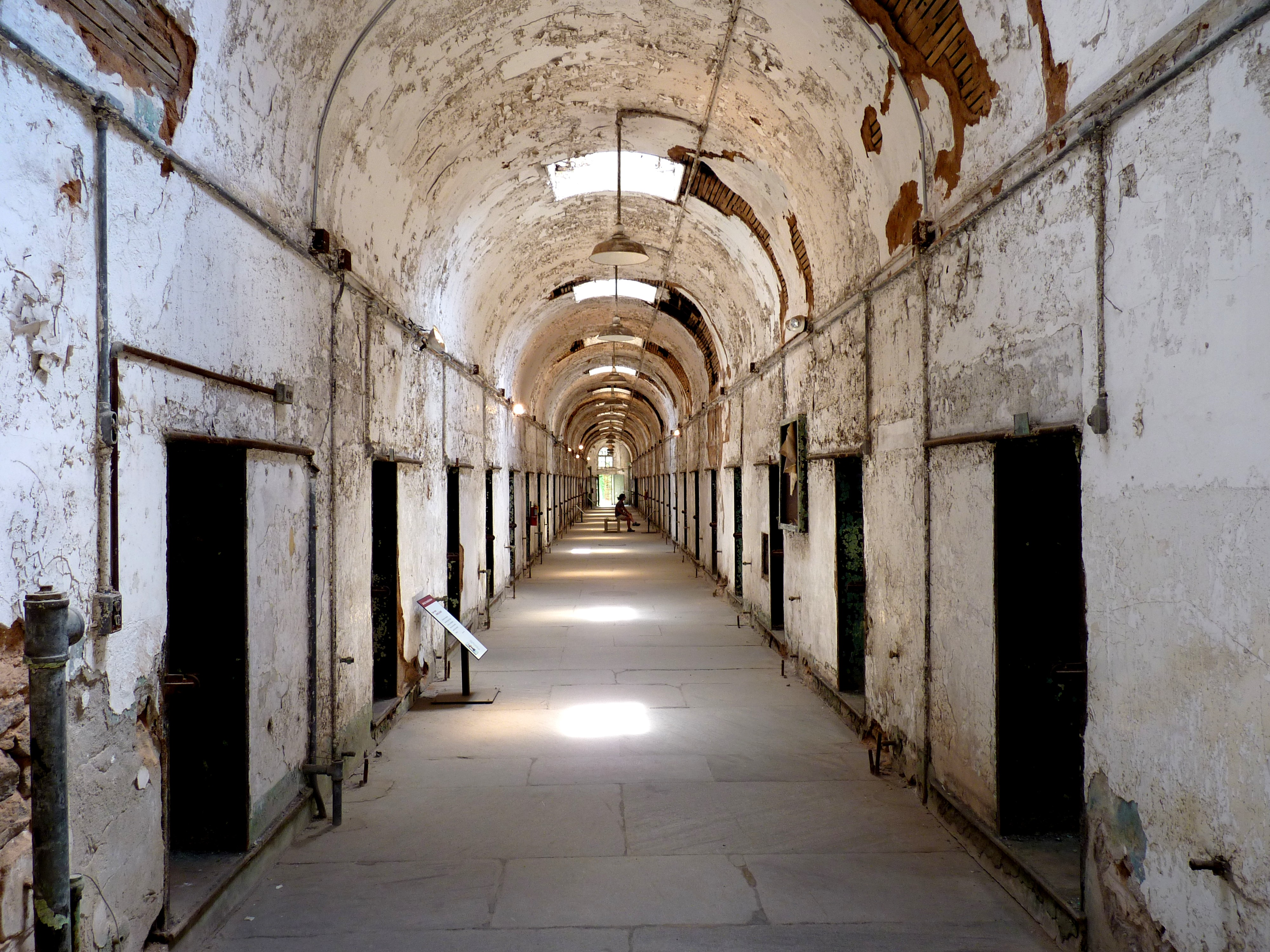
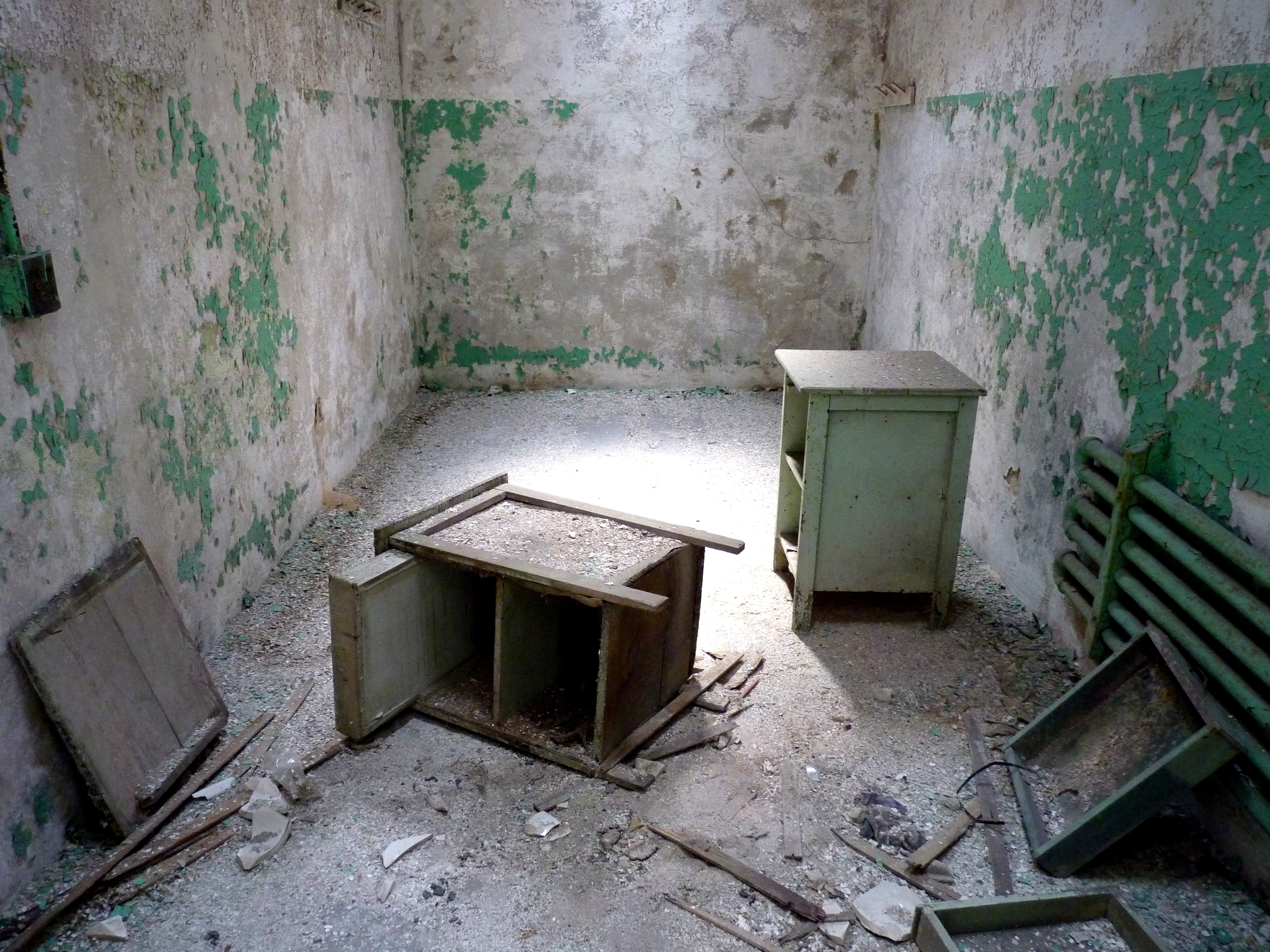
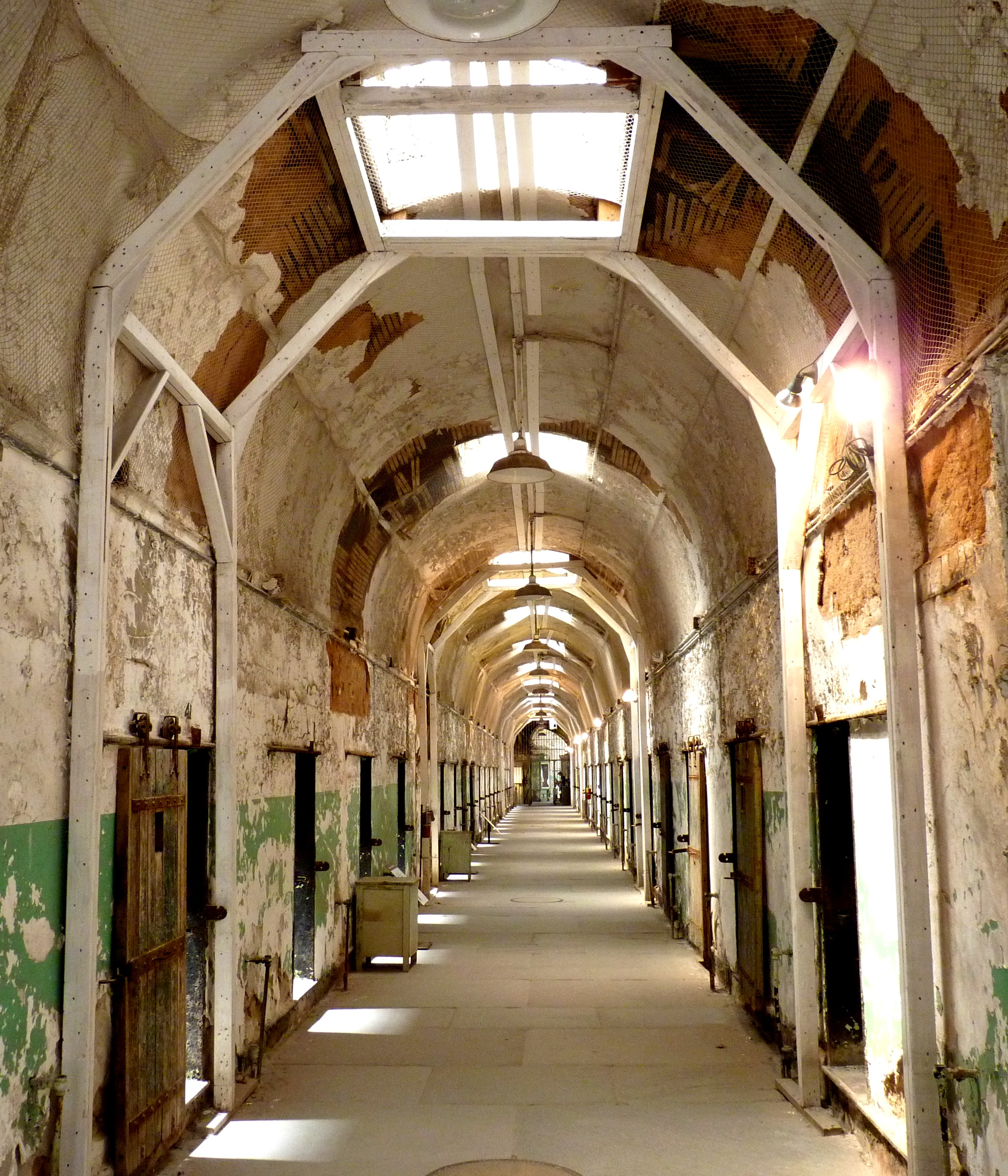
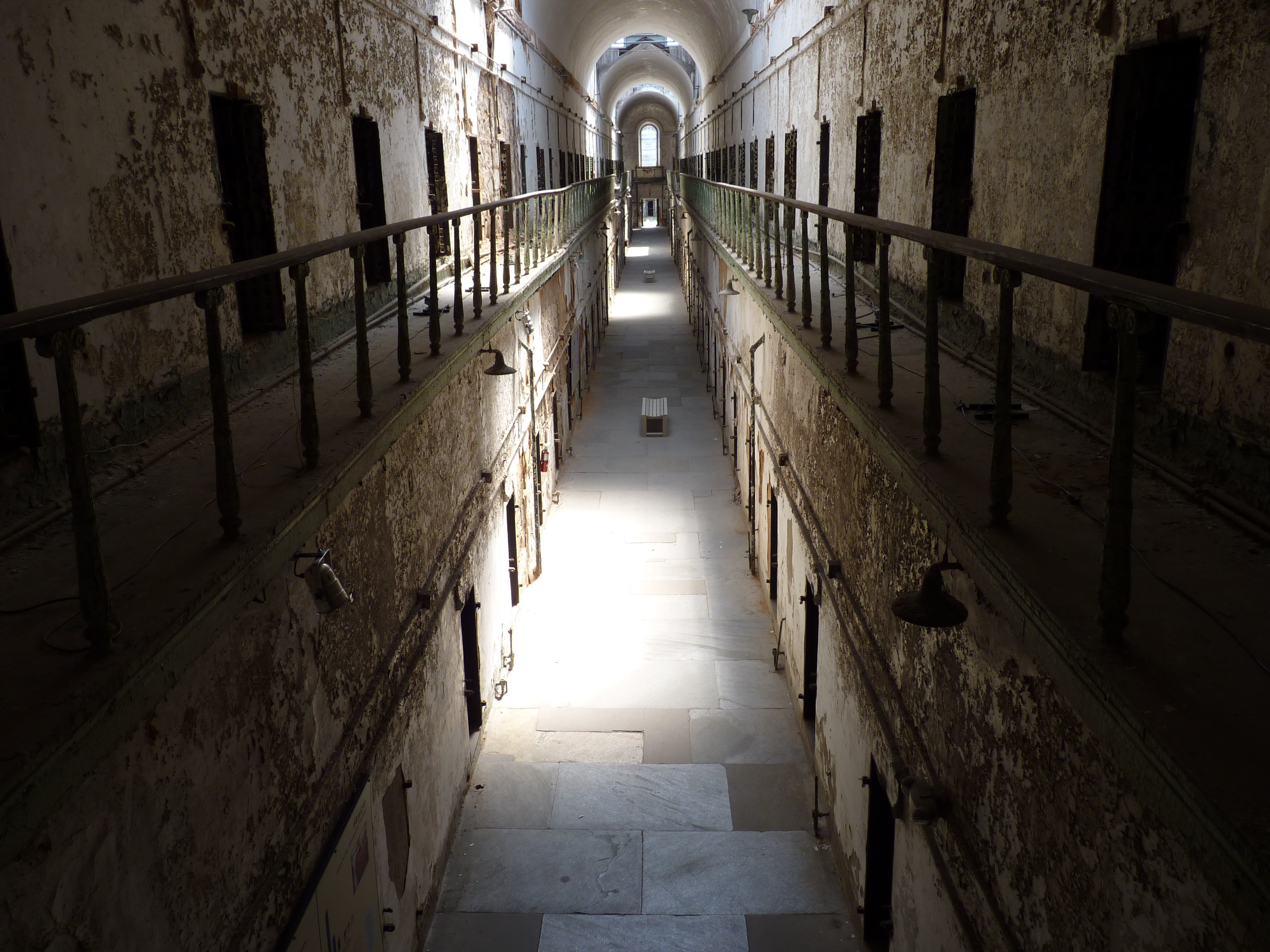

## A tömegkultúrában
Az intézmény megjelenik Jonathan Franzen Javítások című regényében mint az elhibázott börtönpolitika iskolapéldája: „Azt javaslom, tegyen egy rövid sétát, és menjen a Fairmount Avenue-ra, és tekintse meg az Eastern State Penitentiary nevű fegyintézetet. Ez volt a világ első modern börtöne, melyet 1829-ben nyitottak meg – magánzárkákkal, melyekben egyes fegyencek húsz évet is eltöltöttek, elképesztő öngyilkossági rátával, nulla átnevelő hatással.”